# ジョン・ポール・ジョーンズ (ミサイル駆逐艦)
|          | |
| 艦歴     | |
| 発注     | 1987年9月25日                                                                                              |
| 起工     | 1990年8月8日                                                                                               |
| 進水     | 1991年10月26日                                                                                             |
| 就役     | 1993年12月18日                                                                                             |
| 退役     | |
| その後   | 就役中 |
| 要目     | |
| 排水量   | 満載: 8,362 トン                                                                                           |
| 全長     | 153.9 m (505 ft)                                                                                           |
| 全幅     | 20.1 m (66 ft)                                                                                             |
| 吃水     | 9.4 m (31 ft)                                                                                              |
| 機関     | COGAG方式                                                                                                  |
| 機関     | LM 2500-30ガスタービンエンジン (27,000shp) ×4基                                                            |
| 機関     | 可変ピッチプロペラ（5翅）×2軸                                                                              |
| 最大速   | 31ノット                                                                                                   |
| 航続距離 | 4,400 海里（20ノット時）                                                                                   |
| 乗員     | 士官、兵員 337名                                                                                           |
| 兵装     | Mk.45 mod.2 5インチ単装砲 ×1基                                                                             |
| 兵装     | Mk.38 25mm単装機関砲 ×2基                                                                                  |
| 兵装     | Mk.15 20mmCIWS×2基                                                                                         |
| 兵装     | M2 12.7mm機銃 ×4挺                                                                                         |
| 兵装     | Mk.41 mod.2 VLS ×90セル - SM-2MR/ER SAM - SM-3 ABM - ESSM 短SAM - VLA SUM - トマホーク SLCM などを発射可能 |
| 兵装     | ハープーンSSM 4連装発射筒×2基                                                                              |
| 兵装     | Mk.32 3連装短魚雷発射管×2基                                                                                |
| 艦載機   | ヘリコプター甲板のみ, 格納庫なし                                                                           |
| C4ISTAR  | AWS B/L 5 (Mk.99 GMFCS×3基)                                                                                |
| C4ISTAR  | AN/SQQ-89                                                                                                  |
| センサ   | AN/SPY-1D 多機能レーダー×4面                                                                               |
| センサ   | AN/SPS-67 対水上レーダー×1基                                                                               |
| センサ   | AN/SQS-53C艦首装備ソナー                                                                                   |
| センサ   | AN/SQR-19 曳航ソナー                                                                                       |
| 電子戦   | AN/SLQ-32(V)2 ESM装置                                                                                      |
| 電子戦   | Mk.36 mod.12 デコイ発射装置                                                                                |
| モットー | "In Harm's Way"                                                                                            |

ジョン・ポール・ジョーンズ（英語: USS John Paul Jones, DDG-53）は、アメリカ海軍のミサイル駆逐艦。アーレイ・バーク級ミサイル駆逐艦の3番艦。艦名は海軍の英雄ジョン・ポール・ジョーンズに因む。その名を持つ艦としては2隻目。

## 艦歴
「ジョン・ポール・ジョーンズ」は、西海岸に母港を設定された初のアーレイ・バーク級ミサイル駆逐艦である。艦のモットーはその有名な言葉「I wish to have no connection with any ship that does not sail fast, for I intend to go in harm's way.」から取られた。
「ジョン・ポール・ジョーンズ」は、アーレイ・バーク級の対衝撃試験プラットフォームとして選定された。海軍は、アーレイ・バーク級の衝撃環境における生存性に関する重要情報を得るために、「ジョン・ポール・ジョーンズ」は一連の近距離爆発にさらされた。乗員は、海軍史上最も複雑な水上艦艇衝撃試験のために艦を準備した。艦はペルシャ湾への4度の配備を完了した。
2006年3月13日、「ジョン・ポール・ジョーンズ」はフリゲート、初代「ボノム・リシャール」の残骸捜索隊の名誉旗艦に任命された。強襲揚陸艦「ボノム・リシャール」も同じく名誉旗艦に任命された。
2016年1月、ハワイのPacific Missile RangeにおいてSM-6の対水上射撃試験を実施、標的艦である退役したO.H.ペリー級ルーベン・ジェームズに対しSM-6を射撃、標的艦に命中・撃沈に成功した。
2017年2月3日、RIM-161スタンダード・ミサイル3（ブロック2A）の迎撃試験が行われた。